# Mokka (koffiesoort)

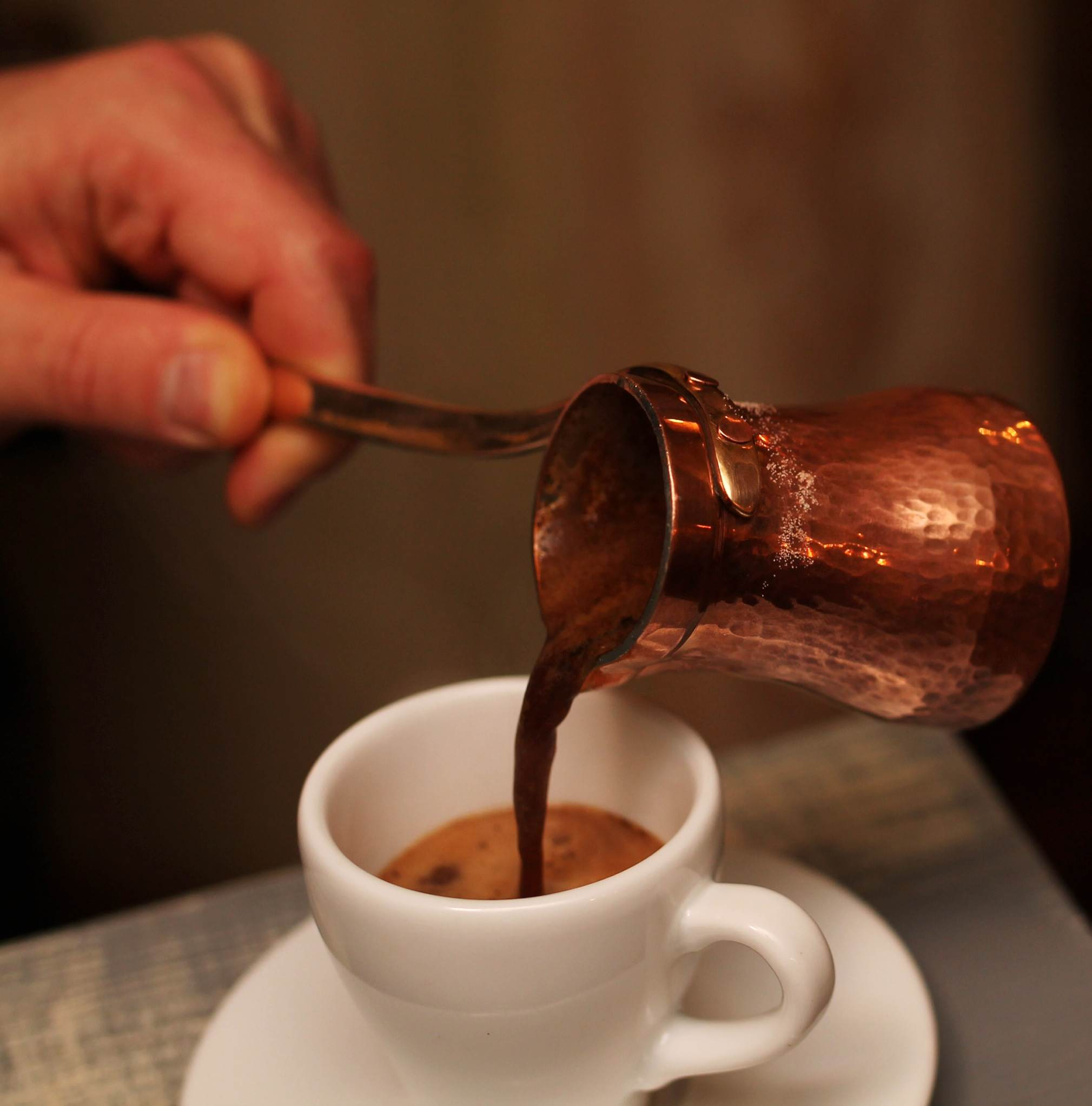
Mokka

Mokka (Arabisch: المخا, Al-Mokha of Al-Mukha) is een type eerste kwaliteit koffieboon vernoemd naar de Jemenitische havenstad Mokka. Jemen was destijds de belangrijkste producent van koffie.
De Zuid-Nederlandse plantkundige Carolus Clusius beschreef in 1574 als eerste Europeaan de koffieboon. De Nederlandse handel op Mokka begon echter pas in de 17e eeuw. De Hollanders verspreidden als eersten de koffieplant en wel binnen de eigen koloniën; eerst naar Java, Celebes en Sumatra en in de 18e eeuw naar Suriname. De Engelsen en andere Europese mogendheden (Fransen, Portugezen) volgden dit patroon. 
In 1661 werd de eerste koffieveiling in Amsterdam gehouden, met 21.481 pond "Mochase cauwe". Koffie werd daarna in Nederland "Mokka-vocht" genoemd.
Er bestaan vele mythes en verhalen over de mokkaboon. Zo zou ook Marco Polo de boon tijdens zijn reis naar China en terug ontdekt hebben. Tijdens deze turbulente reis werden Marco en zijn gezelschap geplaagd door honger. Hierdoor moesten ze in het zuiden van het Midden-Oosten aanmeren om voedsel te kopen. In de stad Ṣūr vond Polo op een markt met allerlei bonen en specerijen een bonensoort die de handelaar uit Mokka had gehaald. Hij nam de bonen mee terug naar Venetië en presenteerde ze aan de doge.